# Martinroda, Ilm-Kreis
Martinroda är en kommun och ort i Ilm-Kreis i förbundslandet Thüringen i Tyskland.
Kommunen ingår i förvaltningsgemenskapen Geratal/Plaue tillsammans med kommunerna Elgersburg och Plaue. Den tidigare kommunen Angelroda uppgick i Martinroda den 31 december 2019.